# Stanislav Malina
Stanislav Malina (24. dubna 1926, Brno – 6. listopadu 1964, Strakonice) byl český silniční motocyklový závodník, jezdec MotoGP, zasloužilý mistr sportu. Původně byl v ČZ mechanikem a zajížděčem prototypů, později továrním jezdcem. Zemřel na následky havárie na sériovém motocyklu. Jeho nástupcem se u ČZ stal František Boček. 
Otec: Václav Malina 
Matka : Barbora Malinová (Čermáková) 

## Závodní kariéra
V roce 1956 startoval na závodech v Uherském Hradišti a zvítězil ve třídě do 175 cm³. V následujícím roce 1957 byl celkově druhý za Františkem Bartošem. V mistrovství republiky 1959 ve třídě do 125 cm³ získal titul, když ho pouze jednou porazil Jaroslav Žípek. V roce 1960 skončil v mistrovství republiky ve třídě do 250 cm² druhý za Františkem Šťastným. V roce 1963 získal titul mistra republiky ve třídách do 125 a 250 cm³, když prohrál jen jeden závod. V roce 1964 obhájil titul do 125 cm³ a do 350 cm³ skončil druhý za Gustavem Havlem.
V mistrovství světa poprvé startoval v roce 1959 v holandském Assenu, kde ve třídě do 250 cm³ odstoupil. V roce 1961 propagoval s Františkem Šťastným motocykly ČZ a Jawa na závodech v Indii, kde dvakrát vyhrál a dvakrát skončil druhý. V roce 1961 získal v Assenu první bod v mistrovství světa. Nejlepší formu měl od roku 1962, kdy bodoval ve všech závodech (mimo severoirského Belfastu), ve kterých startoval. Vyhrál Velkou cenu Maďarska, Rakouska a Estonska. Ve Velké ceně Itálie 1963 skončil s ČZ pátý ve třídě do 250 cm³. Ve Velké ceně Itálie 1964 v Monze skončil třetí ve třídě do 350 cm³.
Dvakrát startoval na anglické Tourist Trophy, kde se v roce 1964 umístil na 4. místě ve třídě 125 cm³ a 250 cm³. Během své kariéry vyhrál 26 závodů a získal čtyři tituly mistra Československa. Ve svém posledním závodu 4. října 1964 v Olomouci skončil druhý za Gustavem Havlem.

## Úspěchy
- Mistrovství světa silničních motocyklů
  - 1962 22. místo do 125 cm³
  - 1963 23. místo do 125 cm³ a 10. místo do 250 cm³
  - 1964 17. místo do 125 cm³, 19. místo do 250 cm³ a 10. místo do 350 cm³
- Grand Prix ČR
  - 1957 2. místo do 125 cm³
  - 1960 3. místo do 125 cm³ a 2. místo do 250 cm³
  - 1962 2. místo do 125 cm³ a 1. místo do 250 cm³
  - 1963 1. místo do 250 cm³
  - 1964 3. místo do 250 cm³ a 1. místo do 350 cm³
- Tourist Trophy
  - 1963 4. místo do 125 cm³
- 300 ZGH
  - 1962 1. místo do 125 cm³
  - 1963 1. místo do 125 cm³ i do 250 cm³
  - 1964 1. místo do 350 cm³